# Sloga Temerin
FK Sloga Temerin, serb:  ФК Слога Темерин – serbski klub piłkarski z Temerina. Został utworzony w 1928 roku. Obecnie występuje w Srpska Liga Vojvodina.